# Castello di Cison

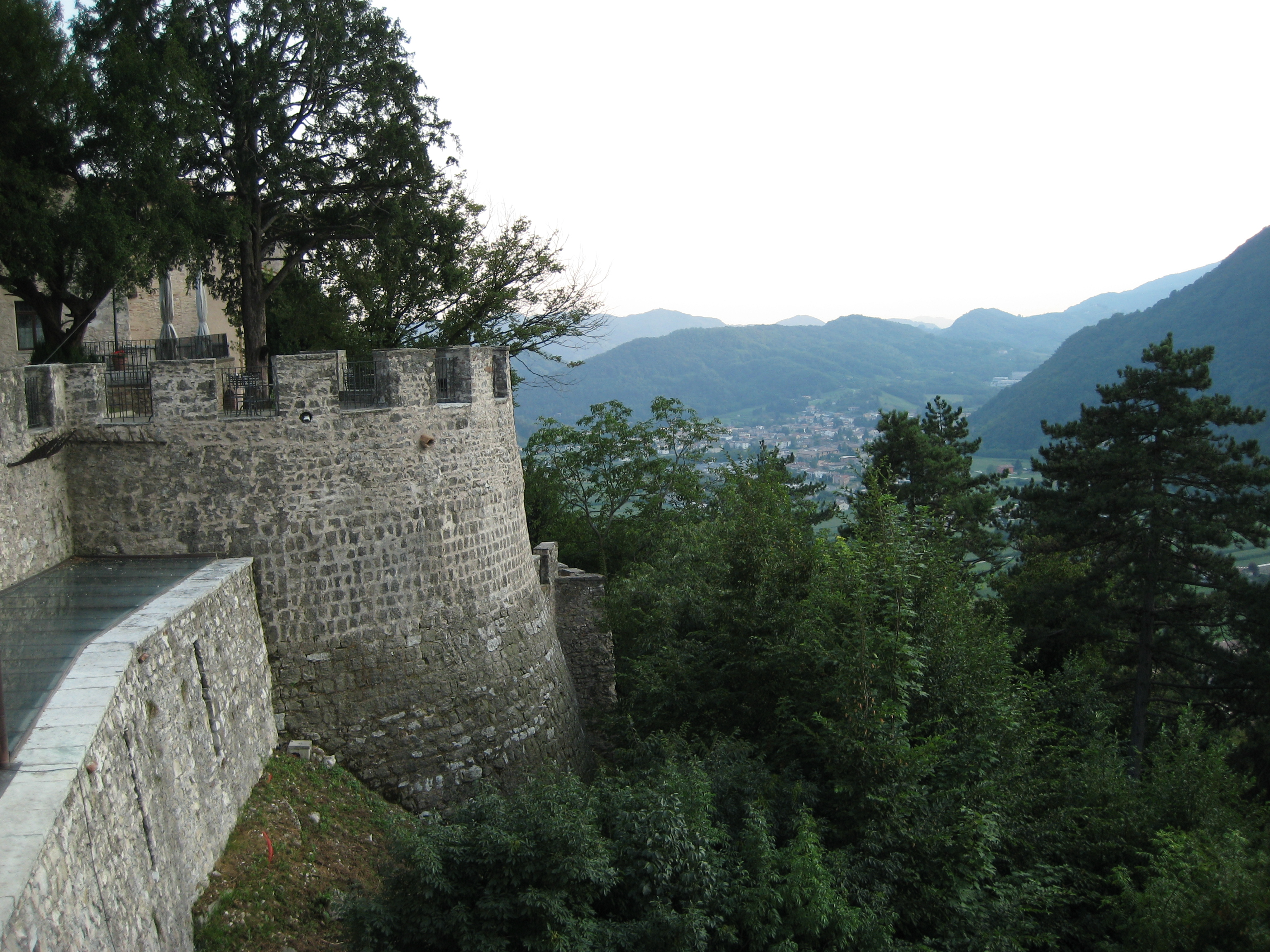
Particolare di un bastione; sullo sfondo, Follina.

Il castello di Cison (negli ultimi tempi noto anche come Castelbrando) è un castello situato nel comune italiano di Cison di Valmarino (TV). Sorge alle pendici del monte Castello, da cui domina i borghi di Valmareno e di Cison. 
Fu per secoli sede della famiglia Brandolini, feudataria di Valmareno.

## Storia

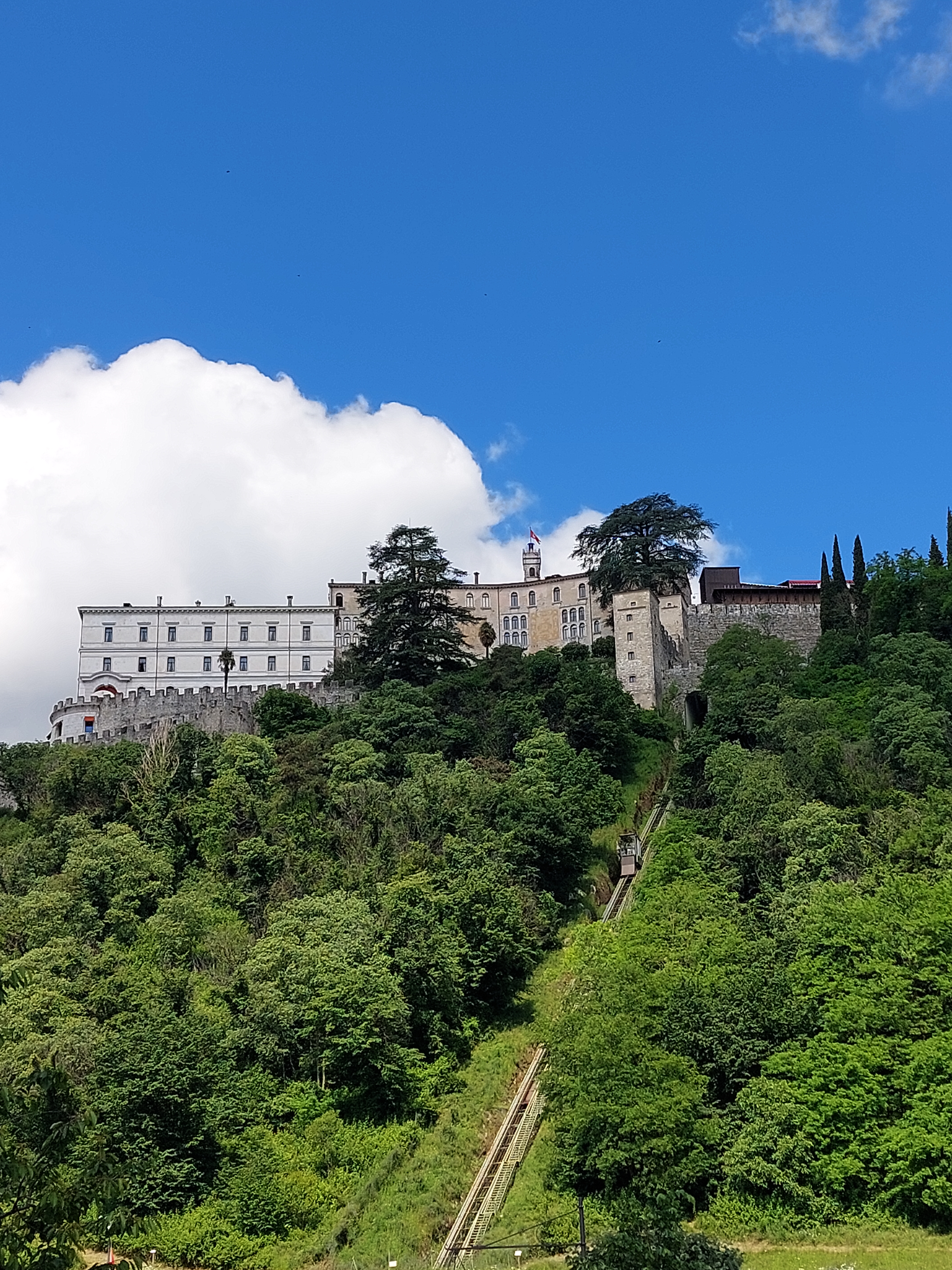
Il castello e la funicolare visti dal parcheggio.

La rocca su cui sorge il castello di Cison era frequentata sin dal periodo paleoveneto e continuò ad ospitare insediamenti anche in epoca romana, ostrogota e longobarda. 
Si ritiene che, in quei secoli, la popolazione fosse costretta a stabilirsi lungo le alture di mezza costa, poiché il fondovalle era acquitrinoso, tant'è che lo stesso toponimo Valmareno ne sarebbe un indizio, riconoscendovi una radice indoeuropea che significa "palude, stagno" (cfr. il franco marés, il francese marais, il veneto mara, il longobardo mar).
La costruzione di una vera e propria fortificazione, sulle basi di un precedente castrum romano, si ebbe intorno all'alto medioevo e si potrebbe collocare, più precisamente, nella prima metà del X secolo, durante le invasioni degli Ungari.
Nel 962 l'imperatore Ottone I concesse al vescovo di Ceneda Sicardo le prerogative di Conte, assegnandogli la giurisdizione della Valmareno. Da questo momento la fortezza diventò sede di un piccolo feudo, che i presuli cenedesi concessero a vari vassalli: secondo una notizia non confermata dalle fonti, verso l'anno Mille lo avrebbero concesso ai da Porcia, loro avogadori, e da questi pervenne ai Colfosco. Di certo, fece parte della dote matrimoniale che nel 1154 Sofia di Colfosco portò al consorte Guecellone III da Camino; ai suoi discendenti rimase ininterrottamente sino al 1335, quando la casata si estinse in Rizzardo III.
Per alcuni anni fu al centro di una disputa che oppose il vescovo Francesco Ramponi a Gherardo V e Rizzardo IV da Camino (lontani parenti di Rizzardo III). Successivamente, grazie alla mediazione della Serenissima, fu assegnato ai Caminesi; ma già nel 1349 Rizzardo IV, pur di ottenere un prestito dalla Repubblica, lo cedeva a Marino Faliero, futuro doge.
Dopo l'esecuzione di quest'ultimo, nel 1355, il castello divenne sede di un podestà veneziano sino al 1436, seppure con alterne vicende. Durante questi anni, infatti, esso subì l'urto di diversi eserciti invasori: ora i Carraresi, ora il patriarcato di Aquileia, ora nuovamente Venezia. Memorabile l'attacco sferrato nel 1411 da una lega formata da Carraresi, Scaligeri, Caminesi (che non avevano mai rinunciato ai loro diritti sulla fortezza) e Ungheresi, sotto la guida di Pippo Spano; dopo questo evento, fu assoggettato ad Ercole da Camino e Venezia, grazie a un accordo, ne confermò la sovranità. Alla sua morte la Serenissima ne riprese il pieno possesso
Nel 1436 quest'ultima lo donò a Brandolino IV Brandolini, da Forlì, e al Gattamelata, condottieri di ventura al servizio della Repubblica. In seguito, a causa di una promozione militare del Gattamelata, egli lo cedette totalmente al primo.
La dominazione veneziana portò un lungo periodo di pace. Cessate le funzioni militari, il castello fu adattato, tra il XVI e il XVIII secolo, alle esigenze dei Brandolini, che lo trasformarono in un palazzo signorile applicandovi lo stile delle ville venete e creando un interessante, nonché innovativo per l'epoca, sistema di riscaldamento. I conti tennero il castello sino al 1959, quando lo vendettero ai Salesiani, che lo utilizzarono come seminario e luogo di ritiro. 

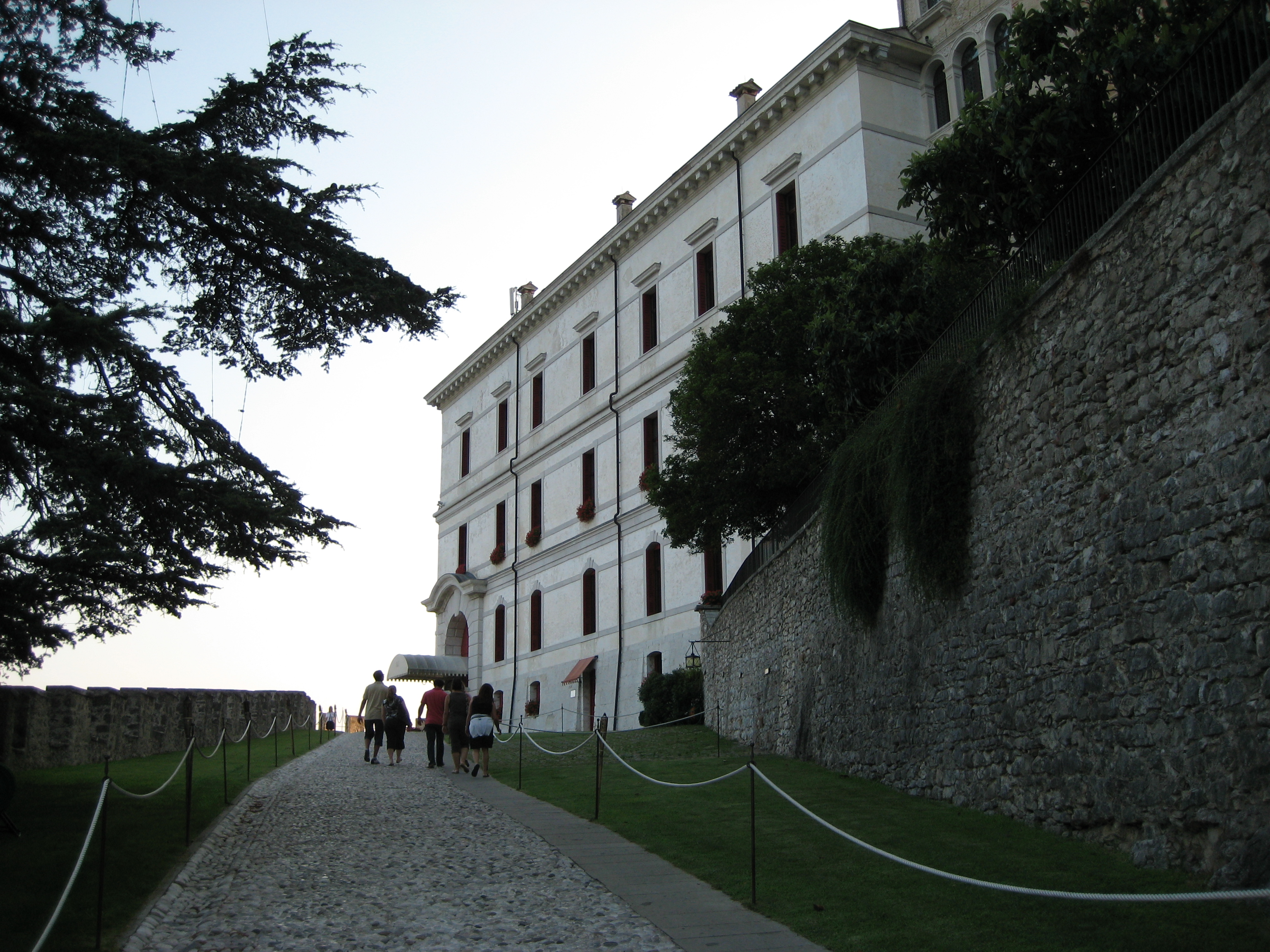
Il palazzo signorile

Rivenduto da questi nel 1997 all'imprenditore Massimo Colomban, il castello è stato restaurato e ospita oggi un albergo e un ristorante (quest'ultimo è stato gestito per un periodo dal noto ristoratore Antonio Palazzi). Da questo momento è divenuto noto anche con la denominazione commerciale "Castelbrando".

## Eventi congressuali
Dal 18 al 20 aprile 2009 è stato sede internazionale del primo G8 dell'agricoltura, presieduto dall'allora ministro delle Politiche Agricole, Alimentari e Forestali, Luca Zaia.
Dal 2012 ospita annualmente il Technology Forum, legato al Forum Ambrosetti.

## Stemma

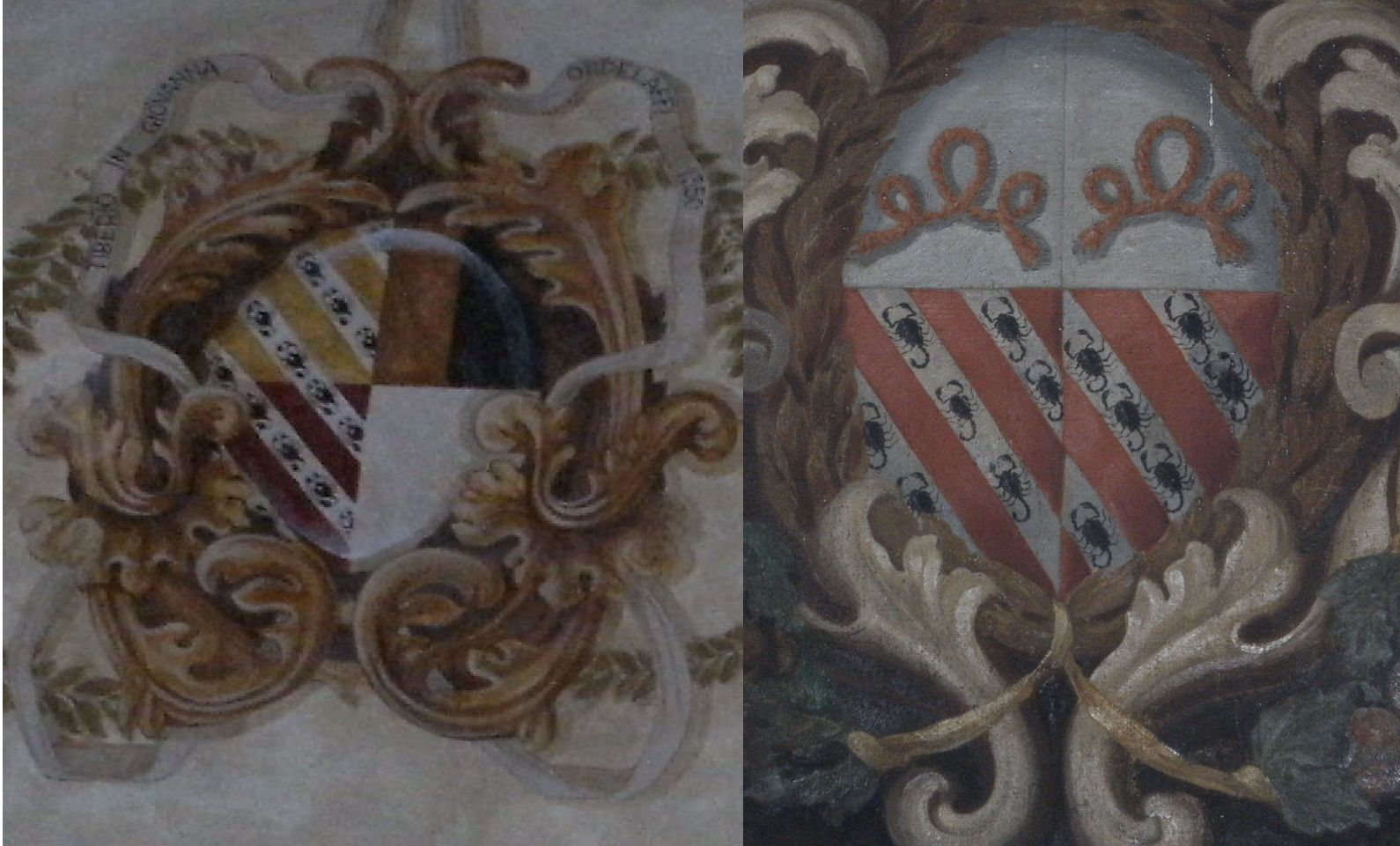
Stemmi della famiglia Brandolini

Lo stemma della famiglia Brandolini era inizialmente “di rosso a tre bande d'argento caricate di scorpioni”. Le trecce nel capo deriverebbero dalle “trecce di crini di cavallo” presenti nell'arme del Gattamelata.
Oggi lo stemma è il seguente: "Di rosso, a tre bande d'argento, caricate di nove scorpioni di nero, posti 3, 3, 3. Col capo del secondo, caricato di tre trecce di rosso, ordinate in fascia".